# Борба код Шумате Трнице
На Велику среду, 3. априла/21.марта 1912. године, дошао је у прешевско село Рајчевце војвода Тодор Крстић-Алгуњски, са четом од око 30 људи. Око 10 часова пре подне, на месту Шумата Трница, чета је наишла на велико одељење деврија. Четовођа Омаљ Глишић из чете војводе Петка Илића се сукобио са турском војском. После једночасовне борбе четници су се повукли носећи двојицу рањених, који су пребачени у врањску Војну болницу. Један од рањених био је војвода Бошко. У борби су погинули потпоручник Омиљ Глишић, Света Михаиловић, Коста Ђорђевић и Антоније Соколовић (син војводе Глигора Соколовића). Турци су имали двојицу погинулих. Потпоручник Омиљ С. Глишић је ту на месту где је погинуо - и сахрањен. 
Војин Поповић-Вук је прихватио чету и сместио је у село Дубочица.
Другачије податке о броју погинулих упутио је надзорни гранични официр из Ристовца. По њему у борби је погинуло шест четника. Веродостојнији су подаци које је Политичком одељењу Министарства иностраних дела упутио члан Извршног одбора Лазаревић, који је Министарству упутио наведени списак погинулих. Он је искористио могућност да од рањених четника сазна њихов број и имена.